# Schulzia garhwalica
Schulzia garhwalica är en flockblommig växtart som först beskrevs av H.Wolff, och fick sitt nu gällande namn av P.K.Mukh. och Lincoln Constance. Schulzia garhwalica ingår i släktet Schulzia och familjen flockblommiga växter. Inga underarter finns listade i Catalogue of Life.